# Pallacanestro agli Island Games 2003
Il torneo di pallacanestro agli Island Games 2003 , si è svolto a Guernsey, nel 2003.

## Medagliere
| Posiz. | Nazione      | Oro | Argento | Bronzo | Totale |
| ------ | ------------ | --- | ------- | ------ | ------ |
| 1      | Guernsey     | 1   | 0       | 0      | 1      |
| 1      | Rodi         | 1   | 0       | 0      | 1      |
| 3      | Isole Cayman | 0   | 1       | 1      | 2      |
| 4      | Gibilterra   | 0   | 1       | 0      | 1      |
| 5      | Bermuda      | 0   | 0       | 1      | 1      |
| Totale | Totale       | 2   | 2       | 2      | 6      |